# British Alpine Hannibal Expedition
La British Alpine Hannibal Expedition (« expédition britannique d'Hannibal à travers les Alpes ») fut un essai d'archéologie expérimentale qui se déroula en 1959. L'ingénieur britannique John Hoyte dirigea une expédition qui cherchait à reproduire le déroulement du célèbre passage des Alpes par Hannibal, qui avait eu lieu en 218 av. J.-C. durant la deuxième guerre punique. Le groupe réussit à faire passer Jumbo, un spécimen féminin de l'éléphant d'Asie fourni par le zoo de Turin, de France en Italie par le col du Mont-Cenis.

## Arrière-plan historique

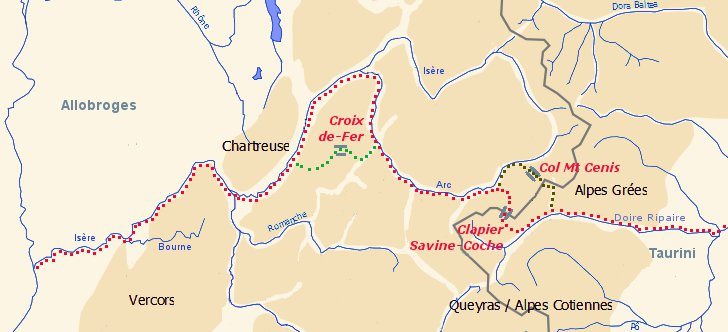
Parmi les hypothèses sur l'itinéraire d'Hannibal, trajets possibles par la vallée de l'Arc

Après la défaite carthaginoise à l'issue de la première guerre punique, Hamilcar Barca avait procuré à Carthage un territoire étendu dans la péninsule Ibérique. Au début de la deuxième guerre punique en 218 av. J.-C., son fils Hannibal conduisit une armée de 50 000 hommes et 37 éléphants de guerre de la province d'Hispanie (Espagne actuelle) en Italie, où il mena une campagne de 15 années contre Rome. Hannibal évita les itinéraires longeant la côte, et fit passer son armée par les Alpes. Son parcours a été décrit par les historiens anciens Polybe et Tite-Live. La route exacte a cependant fait l'objet de nombreux débats, sans qu'un consensus ait pu se dégager. Gavin de Beer répertorie en 1955 douze candidats potentiels proposés par 30 études différentes.

## L'expédition
En 1955, The Times publia un débat autour de l'itinéraire qu'aurait pu suivre Hannibal à travers les Alpes. Ce débat parvint aux oreilles de John Hoyte, alors étudiant en ingénierie à l'Université de Cambridge,. Hoyte s'intéressait à la fois à l'histoire et à l'escalade en montagne, et passa l'été 1956 dans les Alpes avec des amis, à la recherche des routes possibles en adéquation avec les sources anciennes. Le groupe en arriva à la conclusion que le col Clapier était le passage le plus probable, hypothèse encore soutenue par certains historiens modernes,.
Quelques années plus tard, un ami suggéra de mettre à l'épreuve cette hypothèse avec un éléphant. Hoyte écrivit aux consuls britanniques à Lyon en France, à Genève en Suisse et à Turin, s'enquérant de la possibilité d'obtenir un éléphant pour une expérience, mais sans espérer réellement de réponse favorable. Cependant, le zoo de Turin venait juste d'acquérir un éléphant d'Asie femelle, Jumbo, qui avait servi comme animal de cirque. Le propriétaire du zoo se porta volontaire et devint le premier sponsor de l'expédition. Hoyte rassembla une équipe de huit personnes, dont Richard Jolly (en) en tant que secrétaire de l'expédition, et le professeur de science vétérinaire à Cambridge John Hickman, qui avait acquis une expérience des éléphants durant la Deuxième Guerre mondiale en Birmanie,,. Le groupe obtint une assurance de Lloyd's of London pour Jumbo et un autre sponsor du magazine Life, qui publia plus tard un reportage photographique de 7 pages,. 

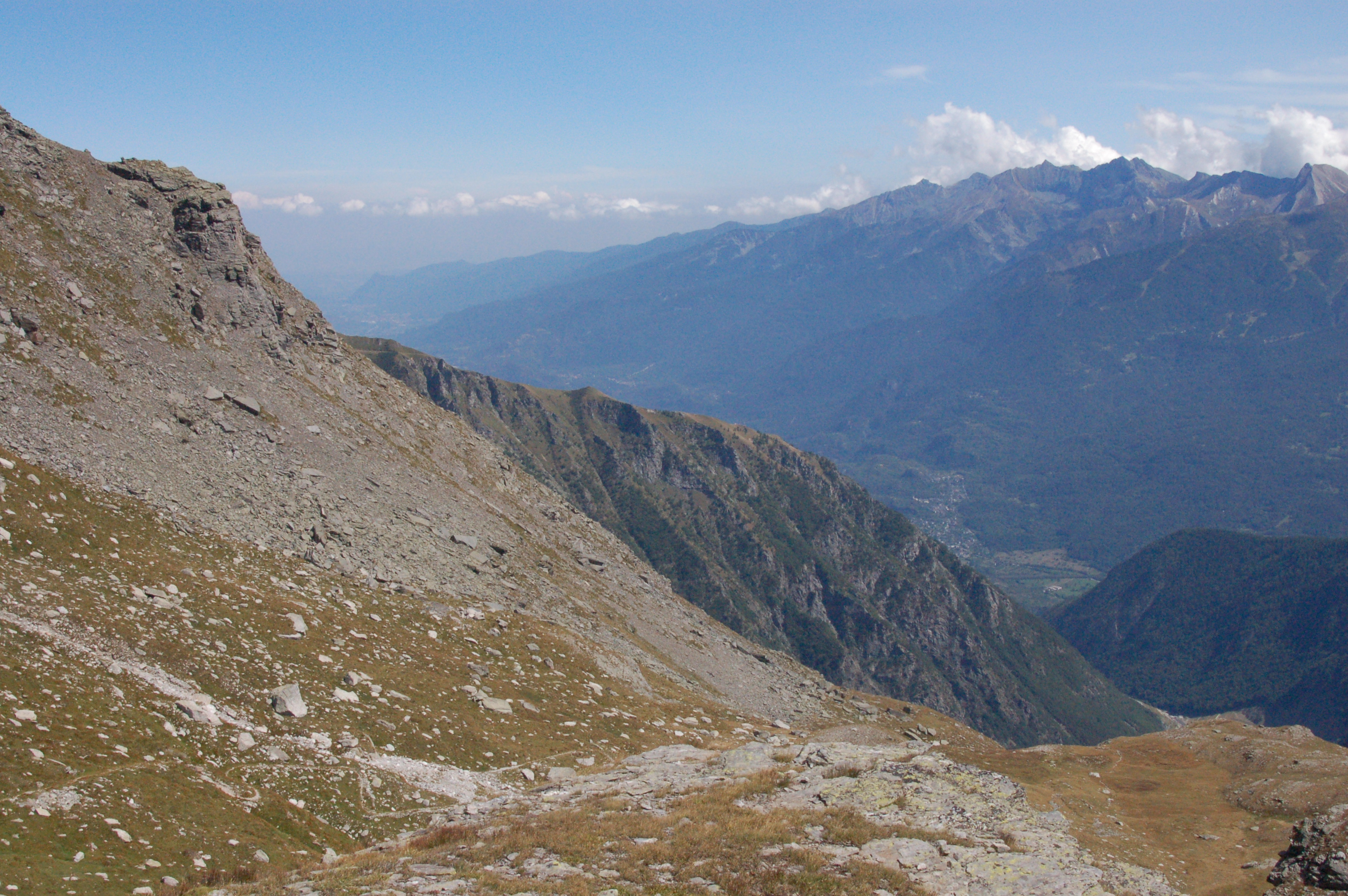
Le tracé original prévoyait de passer par le Col Clapier.

L'expédition commença à la fin du mois de juillet 1959 à Montmélian en France. Elle passa par la vallée de l'Arc, et monta ensuite jusqu'au col Clapier. Cependant, la route jusqu'au passage était devenue étroite et dangereuse à cause d'éboulements. Le groupe redescendit donc dans la vallée, et traversa le col du Mont-Cenis,, autre route possible d'Hannibal qui fut suggérée par l'empereur Napoléon lui-même. Après dix jours de route, l'expédition « envahit » avec succès Suse en Italie.
Les membres de l'expédition avaient au départ prévu d'appeler l'éléphant (qui pesait 5 700 livres (2 585 kg)) Hannibella ; cependant, comme l'animal ne répondait pas à son nouveau nom, il garda son nom d'origine Jumbo,. Jumbo avait 11 ans et était équipée de bottes de cuir et de tampons aux genoux pour les passages les plus difficiles. Une couche faite sur mesure fut fournie pour la garder au chaud. Malgré un régime composé de 150 livres (68 kg) de foin, 50 livres (23 kg) de pommes, 40 livres (18 kg) de pain, 20 livres (9 kg) de carottes et un supplément journalier de vitamine B, elle perdit une masse estimée à 300 livres (136 kg) durant les quatre premiers jours de voyage et presque 500 livres (227 kg) au total. À son arrivée en Italie, elle mangea du cake et une grande bouteille de chianti.
En 1960, Hoyte publia un compte-rendu de l'expédition sous le nom de Trunk Road for Hannibal: With an Elephant Over the Alps,. Un autre membre de l'expédition, Cynthia Pilkington publie également un livre Elephant Over the Alps en 1961, racontant l'histoire de l'expédition.